# Степанов, Леонид Николаевич (спортсмен, 1912)
Леонид Николаевич Степанов (20 мая (2 июня) 1912 — 2 февраля 2002, Екатеринбург) — советский футболист и хоккеист, хоккейный судья.

## Биография
В футболе выступал за свердловское «Динамо». В 1936 году сыграл один матч в Кубке СССР, на следующий год выступал в соревнованиях мастеров в группе «Д» (Города Востока). После окончания Великой Отечественной войны вернулся в состав команды, в 1946 году стал победителем зонального турнира третьей группы, затем в течение трёх сезонов играл в классе «Б».
Также выступал в составе динамовцев в соревнованиях по хоккею с шайбой. В сезоне 1947/48 стал победителем зонального турнира первой лиги, а в сезоне 1949/50 вместе с командой дебютировал в высшей лиге.
После окончания игровой карьеры судил матчи высшей лиги чемпионата страны по хоккею с шайбой. Награждён званием «почётный судья всесоюзной категории».
Скончался в Екатеринбурге 2 февраля 2002 года на 90-м году жизни. Похоронен на Широкореченском кладбище Екатеринбурга.